# Frank Borzage
Frank Borzage (Salt Lake City, 23 de abril de 1894 — Hollywood, 19 de junho de 1962) foi um diretor de cinema, roteirista, produtor e ator norte-americano.
Começou sua carreira artística como ator nos anos 10, protagonizando cerca de 115 filmes entre os anos de 1912 a 1918. A partir dos anos 20 passou a dedicar-se à carreira de diretor.
Na época do cinema mudo realizou dramas românticos que se tornaram célebres, como O anjo das ruas (1928) e O rio da vida (1929). Em sua longa carreira, dirigiu ainda muitos filmes de qualidade, como Sétimo céu, (1927), Depois do casamento (1931) (pelo qual ganhou o Oscar de Melhor Diretor), Adeus às armas (1932), Homens de amanhã (1934), Desejo (1936), Três camaradas (1938), His Butler's Sister, (1943), Noivas do Tio Sam (1943), O pirata dos sete mares (1945), Ao cair da noite (1948) e O Pescador da Galileia (1959), entre outros.

## Filmografia selecionada

### Diretor
- The Battle of Gettysburg (1913)
- Granddad (1913)
- The Mystery of Yellow Aster Mine (1913)
- The Gratitude of Wanda (1913)
- The Geisha (1914)
- Samson (1914)
- The Wrath of the Gods (1914)
- The Typhoon (1914)
- Knight of the Trail (1915)
- The Pitch o' Chance (1915)
- The Pride and the Man (1916)
- Dollars of Dross (1916)
- Life's Harmony (1916)
- The Silken Spider (1916)
- The Code of Honor (1916)
- Two Bits (1916)
- A Flickering Light (1916)
- Unlucky Luke (1916)
- Jack (1916)
- The Pilgrim (1916)
- The Demon of Fear (1916)
- The Quicksands of Deceit (1916)
- Nugget Jim's Pardner (1916)
- That Gal of Burke's (1916)
- The Courtin' of Calliope Clew (1916)
- Nell Dale's Men Folks (1916)
- The Forgotten Prayer (1916)
- Matchin' Jim (1916)
- Land o' Lizards (1916)
- Immediate Lee (1916)
- Flying Colors (1917)
- Until They Get Me (1917)
- A Mormon Maid (1917)
- Wee Lady Betty (1917)
- The Gun Woman (1918)
- The Curse of Iku (1918)
- The Shoes That Danced (1918)
- Innocent's Progress (1918)
- Society for Sale (1918)
- An Honest Man (1918)
- Who Is to Blame? (1918)
- The Ghost Flower (1918)
- The Atom (1918)
- Toton the Apache (1919)
- Whom the Gods Would Destroy (1919)
- Prudence on Broadway (1919)
- Humoresque (1920)
- Get-Rich-Quick Wallingford (1921)
- The Duke of Chimney Butte (1921)
- Back Pay (1922)
- Billy Jim (1922)
- The Good Provider (1922)
- The Valley of Silent Men (1922)
- The Pride of Palomar (1922)
- The Nth Commandment (1923)
- Children of Dust (1923)
- The Age of Desire (1923)
- Secrets (1924)
- The Lady (1925)
- Daddy's Gone A-Hunting (1925)
- The Circle (1925)
- Lazybones (1925)
- Wages for Wives (1925)
- The First Year (1926)
- The Dixie Merchant (1926)
- Early to Wed (1926)
- Marriage License? (1926)
- 7th Heaven (1927)
- Street Angel (1928)
- Lucky Star (1929)
- They Had to See Paris (1929)
- The River (1929)
- Song o' My Heart (1930)
- Liliom (1930)
- Doctors' Wives (1931)
- Young as You Feel (1931)
- Bad Girl (1931)
- After Tomorrow (1932)
- Young America (1932)
- A Farewell to Arms (1932)
- Secrets (1933)
- Man's Castle (1933)
- No Greater Glory (1934)
- Little Man, What Now? (1934)
- Flirtation Walk (1934)
- Living on Velvet (1935)
- Stranded (1935)
- Shipmates Forever (1935)
- Desire (1936)
- Hearts Divided (1936)
- Green Light (1937)
- History Is Made at Night (1937)
- Big City (1937)
- Mannequin (1937)
- Three Comrades (1938)
- The Shining Hour (1938)
- Disputed Passage (1939)
- I Take This Woman (1940)
- Strange Cargo (1940)
- The Mortal Storm (1940)
- Flight Command (1940)
- Billy the Kid (1941)
- Smilin' Through (1941)
- The Vanishing Virginian (1942)
- Seven Sweethearts (1942)
- Stage Door Canteen (1943)
- His Butler's Sister (1943)
- Till We Meet Again (1944)
- The Spanish Main (1945)
- I've Always Loved You (1946)
- Magnificent Doll (1946)
- That's My Man (1947)
- Moonrise (1948)
- China Doll (1958)
- The Big Fisherman (1959)
- Journey Beneath the Desert (1961)

### Ator
- The Battle of Gettysburg (1913) - Papel Menor (sem créditos)
- The Gratitude of Wanda (1913, curta)
- Samson (1914) - Bearded Philistine Extra (sem créditos)
- The Wrath of the Gods (1914) - Tom Wilson
- The Typhoon (1914) - Renard Bernisky
- The Cup of Life (1915) - Dick Ralston
- Intolerance (1916) - Papel Menor (sem créditos)
- Land o' Lizards (1916) - O Estranho
- Immediate Lee (1916) - Immediate Lee
- The Pride and the Man (1916)
- A School for Husbands (1917) - Hugh Aslam
- A Mormon Maid (1917) - Tom Rigdon
- Wee Lady Betty (1917) - Roger O'Reilly
- Flying Colors (1917) - (sem créditos)
- Fear Not (1917) - Franklin Shirley
- The Gun Woman (1918) - Townsman (sem créditos)
- The Curse of Iku (1918) - Allan Carroll / Allan Carroll III
- The Atom (1918)
- Jeanne Eagels (1957) - Director Frank Borzage (sem créditos) (papel final no filme)